# Akupunktura

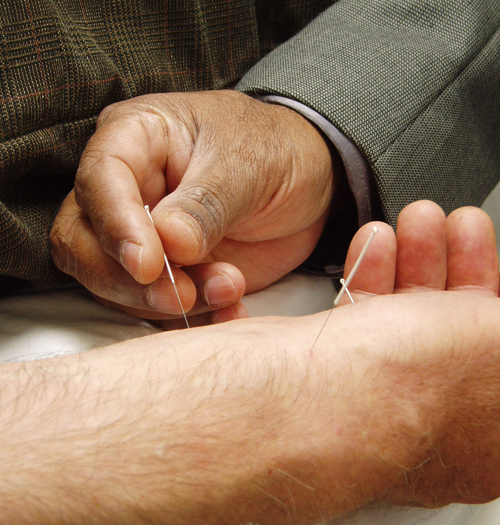
Aplikace akupunkturních jehel

Akupunktura je pseudovědecká metoda alternativní medicíny vycházející z tradiční čínské medicíny, během které se do tzv. akupunkturních bodů pacienta nabodávají jehly. Podle tradiční nauky leží tyto body na akupunkturních drahách neboli drahách energie, tzv. meridiánech. Těmi podle této nauky proudí životní energie čchi a jsou spojeny s jednotlivými orgány. Akupunktura se snaží předcházet nerovnováze v toku této hypotetické energie a odstraňovat ji. Výsledky klinických studií sledující účinek akupunktury se však liší a závěry jsou stále nejednoznačné.

## Historie
Akupunktura vznikla před několika tisíci lety. Její principy později v Číně vychází z konfucianismu a taoismu. Názory na stáří této léčebné metody se různí. Nejstarší nálezy, které lze jednoznačně identifikovat jako důkaz existence akupunktury, pocházejí zhruba z 1. století před naším letopočtem (Zápisky historika). Bývají uváděny i teorie, které datují akupunkturu i do mnohem dřívější doby, které jsou podporovány interpretacemi některých nálezů jako např. „kostěné akupunkturní jehly“. Jako zásadní argument proti těmto teoriím je uváděn nález dokumentů v hrobce z roku 198 př. n. l., ve kterých není akupunktura vůbec zmíněna.
Nález tetování na ostatcích Ötziho, které může být interpretováno jako terapeutické, je zmiňováno jako indicie možných prehistorických experimentů s akupunkturou v Evropě. Ve významném díle The Oxford Handbook of the History of Medicine je tato teorie označena jako přinejmenším spekulativní.
Největší rozkvět akupunktury nastal v Číně v 7. století, kdy se akupunktura stala samostatným oborem čínského léčitelství. Rozšiřováním obchodních styků Číny s ostatními zeměmi se začala akupunktura již v 6. století šířit do Japonska, později do Koreje, Vietnamu, Mongolska, Indie a dále. Do Evropy dorazila tato léčebná metoda v 17. století, ale větší rozvoj akupunktury zde nastává až v druhé polovině 20. století.
Obliba akupunktury v Číně však klesala a v roce 1822 císař Tao-kuang vydal císařský dekret, který říká, že akupunktura a moxování by měly být v Císařské lékařské akademii navždy zakázány. Po čínské občanské válce Čínská komunistická strana zesměšnila tradiční čínskou medicínu, včetně akupunktury, coby pověrčivou. Předseda Mao Ce-tung později TCM paradoxně obnovil jako součást velké proletářské kulturní revoluce v roce 1966
, která vedla k odchodu většiny lékařů z Číny. Akupunktura pak byla upravena, aby byla alespoň částečně slučitelná s čínským pojetím marxismu a pod názvem tradiční čínská medicína označena za čínský národní poklad. Z Číny se pak rozšířila především do zemí východního bloku a odtud do zemí bloku západního. V České republice, resp. v Československu, se akupunktura objevuje v roce 1965, v roce 1980 se objevují centrální pokyny pro provádění akupunktury a v roce 1989 byla Akupunkturistická společnost přijata to ČLS JEP a akupunktura byla prohlášena za funkční specializaci. V roce 2002 Akupunkturistická společnost, aby předešla vyloučení z ČLS JEP, zrušila sekci elektroakupunktury a sekci aurikuloterapie.
Za velkou popularitou akupunktury ve 20. století stojí její propagace v Číně. Velký dosah mají například tvrzení o téměř zázračných účincích analgetických umožňujících chirurgické výkony. Například v roce 2006 v pořadu BBC Alternative medicine: the evidence prezentovali operaci srdce za plného vědomí s utlumením bolesti akupunkturou. Toto bylo později odhaleno jako podvod, pacientka byla mohutně medikována standardní terapií tlumící bolest. Podobně starší evidence o vhodnosti akupunktury u drobných chirurgických zákroků byla značně zkreslena ve prospěch akupunktury.

## Základní principy akupunktury

### Princip Jin-Jang
Principem Jin – Jang, neboli principem polarity, je v taoismu vysvětlována podstata věcí a jevů. Tyto dva protichůdné prvky spolu podle této filosofie neustále soupeří, avšak jeden nemůže existovat bez druhého. Existují ve všech procesech v přírodě. Vnitřní boj těchto prvků se projevuje formou životní energie čchi.
- Princip Jin, neboli ženský princip, obsahuje podle taoistů vše negativní : tmu, noc, chladno, hmotu, klid. Principu Jin příslušejí tzv. plné orgány, jejichž úkolem je resorpce, zpracovávání a ukládání látek: srdce, plíce, slezina, ledviny, játra, obal srdce.
- Princip Jang, neboli mužský princip, obsahuje vše kladné: světlo, den, teplo, energii, aktivitu, funkci, pohyb. Principu Jang příslušejí tzv. duté orgány, jejichž úkolem je příjem živin z prostředí, jejich příprava k resorpci a evakuační funkce: žaludek, žlučník, močový měchýř, tenké a tlusté střevo, cévní systém, tři ohřívače.

Každý orgán má podle své fyziologické funkce určitý podíl Jin a Jang.
Oba tyto principy v sebe navzájem přecházejí, transformují se.
Jang jako denní princip nastupuje o půlnoci, poté přibírá na síle a svého maxima dosahuje ve dne.
Jin nastupuje v poledne a maxima dosahuje v nočních hodinách.

Monáda

Oba principy jsou znázorňovány symbolem tzv. čínské monády, tj. kruh rozdělený vlnou pohybu na poloviny odlišných barev. Obvykle bývá přiřazována červená či černá barva pro Jang; zelená či bílá barva pro Jin. V každé polovině kruhu je malý kroužek opačné barvy jako symbol zárodku Jangu v oblasti Jinu a opačně. Monáda také bývá znázorňována dvěma draky, kteří spolu zápasí, ale jsou spolu nerozlučně propleteni.
Aby byl člověk zdravý, musí být životní energie (energie čchi) v rovnováze. Energie proudí po akupunkturních drahách (meridiánech). Pokud se někde vyskytne nerovnováha, lidské tělo reaguje nejprve např. změnami nálad, citů, tepu srdce. Pokud se nerovnováha prohlubuje, reaguje poté nemocí. Právě akupunktura se snaží o znovunastolení rovnováhy, nebo nejlépe i o předcházení vzniku nerovnováhy.

### Princip 5 prvků
Pět prvků tvoří dřevo, oheň, země, kov, voda. Tyto prvky mají rovněž vliv na všechny věci a jevy v přírodě. Z hlediska akupunktury má každý z těchto prvků vliv na dva orgány, z nichž jeden náleží principu Jin, druhý principu Jang. Jsou to takzvané párové akupunkturní dráhy. K těmto deseti orgánům byly později přidány ještě dva další: obal srdce a ohřívače.
- Dřevo: játra, žlučník
- Oheň: srdce, tenké střevo, obal srdce, tři ohřívače
- Země: slezina, žaludek
- Kov: plíce, tlusté střevo
- Voda: ledviny, močový měchýř

## Metody akupunktury

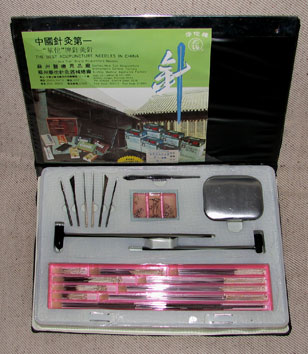
Sada akupunkturních jehel

- Zabodávání jehel do přesně určených akupunkturálních bodů ležících na meridiánech. Velikost akupunkturálního bodu je různá, od 0,2 do 5 mm. Současná akupunktura uznává kolem 700 účinných bodů, nejčastěji se používá asi 150 bodů.
- Požehování (moxa), tj. působení na akupunkturální body teplem. Požehování lze praktikovat více způsoby, např. pomocí pelyňkových cigaret či pomocí zahřívání aplikované akupunkturní jehly.
- Na akupunkturní body můžeme též působit magnety (= magnetopunktura), tlakem (= akupresura), elektrickým proudem, světlem (světelné diody), laserem (laseropunktura)

Tyto metody je možné kombinovat.

## Akupunktura v současnosti
Používání akupunktury je v České republice upraveno Věstníkem Ministerstva zdravotnictví z roku 1981, částka 1. Akupunkturu mohou provádět lékaři, kteří získali specializaci v některém z klinických oborů včetně oboru všeobecného lékařství a absolvovali zvláštní přípravu organizovanou zdravotnickou institucí pověřenou Ministerstvem zdravotnictví.
Jedním z prvních lékařů používajících akupunkturu v Čechách, byl MUDr. Miloslav Vaskivskyj, který léčil akupunkturou své pacienty v Lázních Bílina už od roku 1962.
Akupunktura může být, podobně jako jakýkoliv jiný terapeutický systém bez ohledu na předpokládaný mechanismus účinku i bez ohledu na odlišnosti v konceptu choroby jako takové objektivně testována. Z toho důvodu bylo provedeno značné množství studií hodnotících klinickou efektivitu akupunktury. Metodologická kvalita studií metod alternativní medicíny bývá obvykle špatná, proto je z takových dat obtížné až nemožné provést korektní metaanalýzu, tedy statisticky silné shrnutí výsledků řady studií; např. v databázi Cochrane, která je specializovaná právě na metaanalýzy, bývají texty o akupunktuře uzavřeny obvykle tak, že doposud publikované výsledky jsou z důvodů špatné metodologické kvality prakticky nehodnotitelné. Byla publikována i řada dalších metaanalýz a přehledových článků, z nichž některé tvrdí, že dosavadní evidence je dostačující k tvrzení, že akupunktura je efektivnější než placebo (obvykle tzv. fake acupuncture, tedy vpichování jehliček mimo předpokládané akupunkturní body). Právě tyto metaanalýzy a přehledové články analyzovali po formální stránce Liu a kol. v roce 2014. Zjistili, že většina těchto sumarizačních studií je metodologicky více či méně pochybná, protože často chybí podstatné informace zajišťující věrohodnost a reprodukovatelnost publikované analýzy. Tím vlastně rozšířili i na "západní" časopisy a zúžili na akupunkturu zjištění autorů Ma k kol. z roku 2011 a Li a kol. z roku 2014, podle kterých je kvalita systematických přehledů o tradiční čínské medicíně publikovaných v čínských časopisech obvykle špatná, výjimkou nejsou ani zavádějící informace nebo desinterpretace.